# Activación de producto de Windows
La activación de producto de Windows es una medida antipiratería creada por Microsoft Corporation que refuerza los acuerdos de uso de licencia por el usuario.
Si el sistema operativo Windows no se activa en un periodo limitado de tiempo, se volverá virtualmente inutilizable hasta que sea activado. Si Windows invalida la activación, entrará en un modo de funcionalidad reducida y el usuario tendrá acceso al contenido muy limitado hasta que se active correctamente. Aun así, para el Windows Vista Service Pack 1, se ha eliminado el modo de funcionalidad reducida. A partir de ahora Windows avisará periódicamente al usuario que su copia de Windows necesita ser activada. Además el fondo de escritorio se cambiará a un fondo negro cada hora. 

## Proceso de activación
Al instalar Windows XP o Windows Vista, el usuario introduce la clave de licencia que le dieron al comprar el producto. (Normalmente viene junto con el certificado de autenticidad del producto.) 
Después de la instalación, el usuario es informado del requerimiento de activación del producto en los siguientes 30 días. 
La activación puede realizarse tanto en Internet (usando una función que viene con el software), o vía teléfono llamando a un agente de Microsoft. Para la activación por teléfono, hay que leerle al agente de Microsoft un código que viene con el producto. 
La activación de producto de Windows comprueba ocho categorías diferentes de hardware:
- Tarjeta gráfica
- Interfaz SCSI
- Puerto IDE
- Tarjeta de red
- Memoria RAM
- Tipo de procesador y número de serie
- Dispositivo de disco duro
- Dispositivo óptico (por ejemplo CD-ROM)

Después calcula y graba un número basado en el primer dispositivo de cada tipo hallado durante el proceso, y guarda este número en el disco duro. Este dato se envía a Microsoft, junto con el ID del producto. En Windows XP, si el Service Pack 1 está preinstalado, el Product Key se transmite también para comprobar que no forme parte de una lista ya conocida de keys pirateadas.
Si la activación no se realiza en los siguientes 30 días de la instalación, el sistema entrará al modo seguro, permitiendo acceder a los datos del disco duro del sistema pero haciendo muy difícil o imposible utilizar ningún software hasta que Windows sea activado.
Cuando se activa, Windows guarda un registro del hardware en el ordenador del usuario. Si el sistema se modifica con cambios de hardware importantes, Windows requerirá de reactivación.

## Versiones de Windows con activación
Todos los usuarios con Windows XP (menos empresas) deben pasar por el proceso de activación.
Si un ordenador lo hizo un vendedor OEM (Dell, HP, etc.) y la copia original de Windows que fue preinstalada por el vendedor se está utilizando, no es necesaria la activación. Estas imágenes de instalación no usan el product key listado en el certificado de autenticidad del producto sino otro master product key llamado System Locked Preinstallation (SLP) que enlaza la activación al fabricante de la máquina. Esto garantiza que la activación solo será válida en las máquinas de esa OEM.
Todos los usuarios de Windows Vista tienen que activarlo. Sin embargo, las empresas tienen la opción de tener sus propios servidores de activación que activarán las instalaciones de Vista sin necesidad de conectar con Microsoft. Se mantiene el uso del master key de las OEM.

## Razonamiento de Microsoft
Microsoft proclama que la activación de producto tiene los siguientes beneficios.

### Beneficios para la corporación
- Microsoft puede asegurar que el usuario está usando una copia legal de Windows.
- Microsoft puede restringir el uso de algunas características, o todo el producto, para que solo puedan usarlos los usuarios con el software validado.
- Microsoft puede reforzar más fácilmente los acuerdos de licencia.
- Microsoft puede reducir las pérdidas por piratería al hacer que usuarios que de otra manera piratearían Windows, tengan que comprar una copia legal.

### Beneficios para el consumidor
- A lo largo del tiempo, reducir la piratería supone que la industria del software puede invertir más en el desarrollo, calidad y soporte de los productos.
- Los consumidores se beneficiarán del impacto económico derivado de la piratería reducida a través de mayores ofertas de trabajo y mayor retribución.

## Críticas
La activación de producto de Windows ha sido criticada por varias razones:
- Si se hace un gran cambio en el hardware en el que se utiliza Windows, Windows podría tener que reactivarse. Esto puede incomodar al usuario si realiza modificaciones habitualmente.
- Después de que una copia en particular de Windows sea activada, la misma clave (product key) no puede usarse para activar Windows en otro hardware hasta que hayan pasado 120 días o el usuario llame por teléfono para que un agente de Windows le permita hacer la activación. Esto impide a los usuarios traspasar legítimamente su licencia Windows a otra máquina. A diferencia de otros sistemas de activación de producto utilizados por otras compañías, en Windows no se puede desactivar una licencia para poder traspasarla a otro ordenador.
- Los piratas pueden evitarla modificando el código del sistema operativo, de tal manera que termina siendo una inconveniencia solo para los usuarios legales.
- Si un pirata roba el product key o utiliza un generador de claves, puede que Windows ponga en su lista negra ese key y que un usuario que haya comprado el producto legítimamente se vea perjudicado.
- Ya que la activación de Windows es parte del sistema operativo, si la copia de Windows falla en la activación y se bloquea el acceso, se está bloqueando el acceso también a otros softwares no relacionados con Microsoft y que no necesitan activación. Algunos críticos creen que es un abuso de poder y autoridad por parte de Microsoft. Esto se ha eliminado del Windows Vista Service Pack 1, lo que significa que los usuarios podrán seguir usando el sistema. Aun así, se les avisará regularmente de que Windows necesita ser activado.